# Petr Mikeska
Petr Mikeska (* 11. dubna 1975 Praha) je český filmový a divadelní herec a režisér. Od roku 2016 je uměleckým šéfem Městského divadla Mladá Boleslav.

## Život
Narodil se v Podolí a mládí prožil na Lhotce. Od čtyřech letech chodil do loutkového divadla, kde poté od osmi let hrával.
V roce 1999 odešel na takzvanou volnou nohu a hostoval v Divadle Gong, kde hrál v inscenacích Pod střechami Paříže a Utrpení mladého Werthera, kde hrál titulní roli. Hostoval také v Divadle pod Palmovkou, kde si zahrál ve hrách Edith a Marléne, Letní hosté a Eurydika. Přihlásil se na DAMU na obor režie. Když volali z DAMU o přijetí na studia, vzápětí obdržel telefonát od ředitele Městského divadla Mladá Boleslav, který mu nabídl angažmá. Nabídku přijal a v divadle v Mladé Boleslavi je od roku 2001.
V roce 2006 dokončil studia režie a dramaturgie činoherního divadla na DAMU absolventskou inscenací Orestes. Kromě hraní začal režírovat v Městském divadle Mladá Boleslav, například inscenace Dům Bernardy Alby, Sebevrah, Zlomatka a Naše městečko. Jako režisér spolupracoval i se Západočeským divadlem v Chebu na divadelních hrách Cyrano z Bergeracu, Jméno a Králova řeč. V pražském divadle Indigo režíroval hru Tlustý prase. Za rok 2013 obdržel Cenu Thálie v kategorii činohra za ztvárnění role Paula Verlaina ve hře Úplné zatmění. Je principálem Divadla ANFAS Praha, kde i zároveň hraje a režíruje a v září 2016 se stal uměleckým šéfem Městského divadla Mladá Boleslav.
Zahrál si ve filmech jako například Elixír života, Vrah jsi ty! a Mach, Šebestová a kouzelné sluchátko a také i v seriálech jako například Atentát a Gympl s (r)učením omezeným.